# دونالد نلسن
دونالد نلسن (انگلیسی: Donald Nelsen؛ زادهٔ ۴ سپتامبر ۱۹۴۴) دوچرخه‌سوار اهل ایالات متحده آمریکا است. وی در بازی‌های المپیک تابستانی ۱۹۶۴ شرکت کرده است.